# Добри стари клавир
Добри стари клавир (словен. Dobri stari pianino) је југословенски и словеначки филм први пут приказан 13. јуна 1959 године. Режирао га је Франце Космач а сценарио је написао Витомил Зупан

## Улоге
| Глумац          | Улога                 |
| --------------- | --------------------- |
| Вида Кухар      | Анушка                |
| Векослав Јанко  | Клавдиј               |
| Берт Сотлар     | Партизански командант |
| Фране Милчински | Блаж Габер            |
| Јанез Шкоф      | Блиск                 |
| Андреј Курент   | Домобрански командир  |
| Деметер Битенц  | Немачки официр        |
| Кристијан Муцк  | Милце                 |
| Јанез Албрехт   |                       |
| Јоже Пристов    |                       |
| Стане Потокар   | Хисни ластник         |
| Филипина Јерман |                       |
| Јоже Возни      |                       |
| Мила Качић      | Мајцнова              |

Остале улоге  ▼
| Глумац          | Улога |
| --------------- | ----- |
| Метка Бучар     |       |
| Душан Скедл     |       |
| Матија Барл     |       |
| Мирко Жупанчић  |       |
| Јанез Ержен     |       |
| Макс Бајц       |       |
| Тугомир Тори    |       |
| Ернест Адамич   |       |
| Миран Кенда     |       |
| Славка Главина  |       |
| Изток Клеменчић |       |
| Јанез Чук       |       |

Комплетна филмска екипа  ▼
| Редитељ              | Франце Космач    |                                                             |
| Сценариста           | Витомил Зупан    | (писац)                                                     |
| Композитор           | Маријан Липовшек |                                                             |
| Директор фотографије | Франце Церар     |                                                             |
| Монтажер             | Радојка Танхофер |                                                             |
| Сценограф            | Мирко Липужић    |                                                             |
| Костимограф          | Марија Кобијев   |                                                             |
| Менаџер продукције   | Младен Козина    | директор филма                                              |
| Уметнички одсек      | Ели Ликар        | асистент уметничког директора (као Инг. Арх. Ели Ликарјева) |
| Одсек за звук        | Марјан Меглич    | тонски сарадник                                             |
| Одсек за монтажу     | Марија Пиркмајер | асистент монтажера (као Марија Пиркмајерјева)               |